# Marcel Fabre
Pour les articles homonymes, voir Marcel Fabre (homme d'affaires), Fabre et Perez.
Marcel Fabre, nom de scène de Marcel Fernández Peréz, né en 29 janvier 1884 à Madrid (Espagne) et mort fin 8 février 1929 aux États-Unis,, est un acteur, scénariste et réalisateur espagnol.

## Biographie

### Jeunesse
Marcel Fernández Peréz est né à Madrid en 1884. Il passe la majorité de son enfance à Paris, et y commence très tôt une carrière d’acrobate et de clown dans des cirques. Il joue également au théâtre, dans des vaudevilles. Au début des années 1900, il commence à jouer dans des films produits par les sociétés Pathé, Éclipse, et Éclair.

### Carrière en Italie
En 1910, le producteur italien Arturo Ambrosio le découvre à Paris, et le recrute dans sa toute jeune compagnie turinoise Ambrosio pour concurrencer André Deed, un acteur comique au succès international qui jouait dans des films produits par Itala Film, une société de production concurrente. À l’époque, les films comiques européens rencontraient un grand succès, et étaient désormais construits autour de la performance d’un acteur principal, par opposition au format exclusivement basé sur de petites blagues ou incidents comiques qui caractérisaient les premiers films comiques. André Deed était l’un de ces premiers acteurs comiques, tout comme Charles Prince, Max Linder, ou encore Ferdinand Guillaume. Fabre réalise et joue dans ses propres films le personnage de Robinet, crédité sous le nom de Marcel Fabre. La série rencontre tout de suite un grand succès, et il est rejoint en 1911 par l’actrice italienne Nilde Baracchi, pour laquelle est créé Robinette, la femme de Robinet. Fabre réalise plus de 150 films autour de Robinet de 1910 à 1915,, et devient tellement synonyme de son personnage qu’il prend Robinet comme nom de scène par la suite.
Marcel Fabre réalise également des films hors de la série des Robinet, comme Les Aventures extraordinaires de Saturnin Farandoul, une adaptation du roman homonyme d’Albert Robida co-réalisée avec Luigi Maggi en 1913, dans lequel il joue le rôle de Saturnin Farandoul. En 1916, il réalise Amor pedestre (it), un court-métrage dans lequel on ne voit que les pieds des protagonistes.

### Carrière aux États-Unis
En 1915, après le début de la Première Guerre mondiale, il déménage aux États-Unis, à Hollywood, accompagné de Nilde Baracchi. Dès octobre 1915, il co-réalise A Day at Midland Beach avec Allen Curtis, film distribué par Universal Pictures. Il signe ensuite chez Vim sous le pseudonyme Bungles. Il ne tourne finalement que quatre courts-métrages pour la société, avec Elsie MacLeod et Oliver Hardy. Son apparence physique est différente dans ces films par rapport aux Robinet : on l’y voit avec une grosse moustache et des sourcils touffus. Perez était conscient des différences entre les goûts américains et européens, et ce changement est peut-être dû au fait que tous les personnages populaires de Mack Sennett de l’époque avaient cette apparence. Les critiques de l’époque furent favorables, mais il ne reste aujourd’hui plus aucune copie de ces films.
Après avoir quitté Vim, Perez abandonne sa moustache touffue et rejoint Eagle Film Company, où il reprend son personnage de Robinet, traduit en Tweedle-dum. Nilde Baracchi retrouve également son rôle sous le nom de Tweedledee. La série de onze films, dont seulement trois ont été préservés jusqu’à nos jours, rencontre un grand succès. Perez l’arrête en 1916, mais les films sont distribués jusqu’en 1917. En 1918 et 1919, il joue dans une série de comédies produites par William A. Seiter chez Jester Comedy Company, tournées à Cliffside Park. Seiter et Perez changent le nom du personnage en Tweedy-Dan, et Nilde Baracchi est désormais créditée sous le nom de Nilde Babette. Les critiques favorables et le succès de la série poussent Seiter à tenter une autre série en ajoutant Jimmy Aubrey et Pearl Sheppard à la distribution, mais le succès n’est pas aussi bon qu’attendu et Perez incarne de nouveau Twede-Dan à l’écran jusqu’à la fin de 1919. Les films sont distribués jusqu’en 1920, et pendant ce temps Perez abandonne les séries de courts-métrages pour réaliser deux longs métrages avec Rubye De Remer, The Way Women Love et Luxury, tous deux produits par Seiter. Perez est crédité comme Marcel Perez, au lieu du nom de scène qu’il utilisait jusqu’alors, Marcel Fabre.
En 1919, Nilde Baracchi retourne en Italie où elle continue à jouer dans des films. Perez se marie avec l’actrice Dorothy Earle, qui reprend le rôle de Tweedledee.
En avril 1921, Perez rejoint la société Reelcraft, pour laquelle il continue sa série de courts-métrages autour de Tweedy-Dan, raccourci en Tweedy. La série est désormais nommée Mirth Comedies, et fait l’objet d’au moins neuf films avant que la société ne fasse faillite et soit rachetée. Au printemps 1922, Perez commence à travailler avec le producteur F. M. Sanford dans le but de faire une série de huit westerns avec Pete Morrison et un nouvel ensemble de douze comédies atour de Tweedy. Aucune des séries n’est finalement menée à son terme, Perez se blessant à la jambe lors d’un tournage. Il tombe par inadvertance sur un râteau, et l’une des dents perfore un os de sa jambe, causant son amputation.
Marcel Perez reprend sa carrière en 1925 en réalisant deux films produits par Joe Rock. Il entame ensuite une série de films comiques avec Alyce Ardell, dans lesquels un comédien différent joue avec Ardell à chaque fois, notamment Slim Summerville, Neely Edwards, et Joe Rock lui-même. Perez continue à tourner des films avec Joe Rock jusqu’en octobre 1927, puis est hospitalisé et meurt en février 1929,.

## Postérité
Marcel Fabre connut un grand succès de son vivant mais mourut dans l’oubli, et n’est presque pas connu de nos jours. D’après Steve Massa, auteur d’un livre sur Marcel Fabre, la principale raison est la rareté des copies de ses films. Fabre a beaucoup tourné pour de petites sociétés de production qui n’ont pas survécu très longtemps, et rares sont les copies qui ont été conservées jusqu’à nos jours. Une autre raison qui pourrait avoir contribué au fait qu’il soit tombé dans l’oubli est qu’il a souvent changé de nom, aussi bien pour lui-même que pour ses personnages. D’abord crédité comme « Marcel Fabre » en Italie, il change en faveur de « Marcel Perez » aux États, Unis, voire parfois « Fernandez Perez » ou « Marcel F ». Son personnage de Robinet s’est parfois appelé Bungle, Tweedledum, Tweedy-Dan, ou encore Tweedy. Ces changements ont pu perdre les historiens, qui ne se sont pas rendu compte que tous ces noms ne désignaient qu’une seule et même personne.

## Filmographie
Sauf indication contraire, les informations mentionnées dans cette section peuvent être confirmées par la base de données cinématographiques IMDb,  présente dans la section « Liens externes ».

### Acteur

#### Courts-métrages

##### Années 1907-1921
1907
- The Near-Sighted Cyclist

1910
- Gigetta si vendica di Robinet de lui-même : Robinet
- La Police en l'an 2000[14]
- Robinet ha la mania del salvadanaio : Robinet
- Robinet questurino : Robinet
- Il capodanno di Robinet : Robinet
- Gastone e Robinet vogliono prender moglie de lui-même : Robinet
- Robinet studia una parte tragica de lui-même : Robinet
- Storia di un paio di stivali : Robinet
- Robinet ama la figlia del generale : Robinet
- Robinet vuol fare il jockey de lui-même : Robinet
- Robinet ha il sonno duro de lui-même : Robinet
- La prima bicicletta di Robinet : Robinet
- Il duello di Robinet de lui-même : Robinet
- Gigetta al reggimento de lui-même : Robinet
- Robinet ha un tic per il ballo : Robinet
- Robinet costretto a fare il ladro de lui-même : Robinet
- Il prurito di Robinet de lui-même : Robinet
- Robinet ha perso il treno de lui-même : Robinet
- Robinet appassionato pel dirigibile de lui-même : Robinet

1911
- Robinet entre deux feux (Robinet tra due fuochi) de lui-même : Robinet
- Robinet innamorato di una chanteuse de lui-même : Robinet
- Robinet in società : Robinet
- Robinet sposa un'americana : Robinet
- Robinet in bolletta : Robinet
- La cintura d'oro
- Una avventura di Robinet de lui-même : Robinet
- Uno scherzo di Robinet : Robinet
- L'auto di Robinet : Robinet
- La scimmia di Robinet : Robinet
- Gli auto-scat di Robinet : Robinet
- L'abito bianco di Robinet : Robinet
- Robinet vuol diventare eroe : Robinet
- Robinet e l'avventuriera : Robinet
- Robinet ha paura dei microbi : Robinet
- Le furberie di Robinet : Robinet
- Astuzia di Robinet : Robinet
- Gli stivali di Robinet : Robinet
- Robinet e il monocolo della verità : Robinet
- Robinet ammiratore di Napoleone : Robinet
- Il sogno di Robinet : Robinet
- Robinet ha rubato cento lire : Robinet
- Robinet ed i salvatori : Robinet
- La collana rubata : Robinet
- Robinet arriva in ritardo : Robinet
- Pesce d'aprile di Robinet : Robinet
- Robinet, sua moglie e il cugino : Robinet
- Robinet aviatore : Robinet
- Robinet è troppo timido : Robinet
- Robinet, detective : Robinet
- La réclame del sarto : Robinet
- Robinet si dedica agli sports invernali : Robinet

1912
- La signorina Robinet : Robinet
- Robinet cycliste : Robinet
- Robinet et Bobillard se battent en duel (Robinet e Butalin duellanti) de lui-même : Robinet
- Robinet fa la cura dei bagni : Robinet
- Robinet sogna il mare : Robinet
- Robinet tenore de lui-même : Robinet
- Robinet sbaglia piano de lui-même : Robinet
- Robinet studia matematica de lui-même : Robinet
- Robinet commesso viaggiatore de lui-même : Robinet
- Robinet ricco per dieci minuti : Robinet
- Una dichiarazione impossibile di Robinet : Robinet
- Robinet operatore de lui-même : Robinet
- La nuova cameriera è troppo bella : Robinet
- L'onomastico di Robinet  : Robinet
- Robinet in vacanza de lui-même : Robinet
- Un boiteux qui fait du chemin (Uno zoppo che fa strada) d’Eleuterio Rodolfi : Robinet
- Robinet contro un rubinetto : Robinet
- Robinet fait le tour de France (Robinet fa il giro d'Italia in bicicletta) de lui-même : Robinet
- Robinet si allena per il giro d'Italia de lui-même : Robinet
- Un complotto contro Robinet : Robinet
- Robinet si assicura sulla vita : Robinet
- Robinet faux cow-boy (Robinet falso cow-boy) de lui-même : Robinet
- Robinet fa un allievo de Giovanni Vitrotti : Robinet
- Robinet diventa un Ercole : Robinet
- Le rendite di Robinet : Robinet
- Robinet troppo amato da sua moglie de lui-même : Robinet
- Robinet guida per amore de lui-même : Robinet
- Un nuovo furto di Robinet : Robinet
- Robinet Alpino de lui-même : Robinet
- Dans les filets du destin (Nei lacci del destino)
- Robinet caricaturista : Robinet
- Robinet scioperante de lui-même : Robinet
- Robinet ricattatore : Robinet
- Robinet anarchico de lui-même : Robinet
- L'evasione di Robinet : Robinet
- La strenna di Robinet : Robinet
- Robinet in un educandato de Giovanni Vitrotti : Robinet
- Robinet ladro inafferrabile : Robinet
- Robinet padre e figlio de lui-même : Robinet
- Robinet maestro d'equitazione : Robinet

1913
- Robinet sportman : Robinet
- Cinderella d’Eleuterio Rodolfi
- Robinet conquistatore tenace : Robinet
- Robinet veut travailler (Robinet vuol lavorare) de lui-même : Robinet
- Robinet devient mauvais sujet (Robinet si dà alla malavita) : Robinet
- La madre di Robinet : Robinet
- Robinet e lo steeple-chase : Robinet
- I fratelli Robinet : Robinet
- Robinet ama la fioraia de lui-même : Robinet
- Robinet poliziotto : Robinet
- Robinet malato di sonno : Robinet
- Robinet, Robinette de lui-même : Robinet
- Robinet guardia ciclista de lui-même : Robinet
- Robinet attaccato alla sella de lui-même : Robinet
- Robinet vuol piantare un chiodo : Robinet
- Robinet sposa a vapore : Robinet
- Robinet reporter de lui-même : Robinet
- Robinet boxeur : Robinet
- Robinet cocher (Robinet cocchiere) de lui-même : Robinet
- Robinet femminista : Robinet
- Une Bonne journée pour Robinet (Una buona giornata di Robinet) : Robinet
- La suocera di Robinet : Robinet
- Robinet vuol sposare una dote de lui-même : Robinet
- Una scommessa di Butalin e di Robinet : Robinet
- Il duello di Fricot : Robinet

1914
- Amor Pedestre de lui-même : Robinet
- Robinet fotografo de lui-même : Robinet
- L'amore diede forza a Robinet de lui-même : Robinet
- Duetto in quattro de lui-même : Robinet
- Il cavallo fedele de lui-même : Robinet
- La donna economa de lui-même : Robinet
- La trovata di Robinet de lui-même : Robinet
- L'energia di Fricot de lui-même
- Robinet chauffeur miope de lui-même : Robinet
- Robinet ha il torcicollo de lui-même : Robinet
- Robinet ha il tipo americano de lui-même : Robinet
- Robinet è geloso de lui-même : Robinet
- Robinet perde e guadagna de lui-même : Robinet
- Il piccolo Fricot
- Robinet non vuol saperne de lui-même : Robinet
- Un viaggio laborioso : Robinet
- Il bastone di Robinet de lui-même : Robinet
- Robinet cerca l'ideale de lui-même : Robinet
- Robinet ha del carattere de lui-même : Robinet
- Robinet ama disinteressatamente de lui-même : Robinet
- Robinet alla caccia alla volpe de lui-même : Robinet
- Come Robinet divenne comico de lui-même : Robinet
- L'idole de Robinet (L'idolo di Robinet) : Robinet

1915
- A Day at Midland Beach d’Allen Curtis et lui-même : Tweedledum (crédité comme Manuel Fernández Pérez)
- Il paletot a martingala di Robinet de lui-même : Robinet
- Robinet angelo custode de lui-même : Robinet
- Jack Forbes contro Robinet de lui-même : Robinet
- Robinet detective amateur de lui-même : Robinet
- Robinet e il conto del pranzo de lui-même : Robinet
- La cambiale di Robinet de lui-même : Robinet
- Robinette vuol farla a Robinet de lui-même : Robinet
- Robinet torna a Robinette de lui-même : Robinet
- Quando Robinet ama de lui-même : Robinet
- Robinet muore per amore de lui-même : Robinet
- Concorrenza spietata de lui-même : Robinet
- Robinet pescatore de lui-même : Robinet

1916
- The Near-Sighted Auto-Pedist de lui-même : Tweedledum
- Two of a Kind
- The Burlesque Show de lui-même : Tweedledum
- Somewhere in Mexico de lui-même : Tweedledum
- A Short Sighted Crime de lui-même : Tweedledum
- A Bath Tub Elopement de lui-même : Tweedledum
- Lend Me Your Wife de lui-même : Tweedledum
- A Lucky Tramp de lui-même : Tweedledum
- A Scrambled Honeymoon de lui-même : Tweedledum - the Bridegroom
- A Busy Night de lui-même : Tweedledum
- Some Hero de lui-même : Tweedledum
- Tweedledum Torpedoed by Cupid de lui-même : Tweedledum
- Bungles Lands a Job d’Oliver Hardy, Will Louis, et lui-même : Bungles (crédité comme Fernandea Perez)
- Bungles' Elopement de lui-même : Bungles (crédité comme Fernandea Perez)
- Bungles Enforces the Law de lui-même : Bungles (crédité comme Fernandea Perez)
- Bungles' Rainy Day de lui-même : Bungles (crédité comme Fernandea Perez)

1918
- He Wins de lui-même : Twede-Dan
- Camouflage de William A. Seiter : Twede-Dan
- Some Baby! de William A. Seiter : Twede-Dan
- Ain't It So? de William A. Seiter : Twede-Dan
- The Fly Ball de William A. Seiter : Twede-Dan
- Oh! What a Day de William A. Seiter : Twede-Dan
- It's a Great Life de lui-même : Twede-Dan
- The Wrong Flat : Twede-Dan
- All 'Fur' Her de William A. Seiter : Twede-Dan
- His Golden Romance de Cortland Van Deusen : Twede-Dan
- The Recruit de William A. Seiter et lui-même : Twede-Dan

1919
- L'Affaire Buckley (Almost Married) de lui-même : Twede-Dan
- A Mexican Mix-Up de lui-même : Twede-Dan
- Business Without Pleasure de lui-même : Twede-Dan
- Can You Beat It? de lui-même : Twede-Dan
- Chickens in Turkey de lui-même : Twede-Dan
- Framed Up de lui-même : Twede-Dan
- Gee Whiz! de lui-même : Twede-Dan
- In the Swim de lui-même : Twede-Dan
- In the Wild West de lui-même : Twede-Dan
- Peace and Riot de lui-même : Twede-Dan
- She-Me de lui-même : Twede-Dan
- The Tenderfoot de lui-même : Twede-Dan
- The Wisest Fool de lui-même : Twede-Dan
- You're Next de lui-même : Twede-Dan

1921
- All Around de lui-même : Tweedy
- All In de lui-même : Tweedy
- Chick-Chick de lui-même : Tweedy
- Milk Made : Tweedy
- Moving : Tweedy
- Pinched de Fred Jefferson et lui-même : Tweedy
- Speed de lui-même : Tweedy
- Sweet Daddy de lui-même : Tweedy
- The Knockout de lui-même : Tweedy
- The Nut de lui-même : Tweedy
- The Week-End de lui-même : Tweedy
- Vacation de lui-même : Tweedy
- Wild de lui-même : Tweedy
- Here He Is de lui-même : Tweedy

##### Après 1921
- 1922 : Dog Gone It de lui-même : Tweedy
- 1922 : Don't Monkey de lui-même : Tweedy
- 1922 : Take a Tip de lui-même : Tweedy
- 1922 : Fire-Fire de lui-même : Tweedy
- 1923 : Friday, the 13th de lui-même : Tweedy
- 1923 : Three O'Clock in the Morning de lui-même : Tweedy

#### Longs métrages
- 1913 : Les Aventures extraordinaires de Saturnin Farandoul (Le avventure straordinarissime di Saturnino Farandola) de Luigi Maggi (non crédité) et lui-même : Saturnin Farandoul
- 1913 : Come Robinet sposò Robinette : Robinet
- 1914 : Delenda Carthago! (Tragedia dell'età antica) de Luigi Maggi
- 1915 : Il yacht misterioso d’Adelardo Fernández Arias et lui-même : Robinet
- 1915 : La colpa del morto de lui-même
- 1926 : When East Meets West de lui-même : Phil

### Réalisateur

#### Courts-métrages

##### Années 1910-1921
1910
- Gigetta si vendica di Robinet
- Gastone e Robinet vogliono prender moglie
- Robinet studia una parte tragica
- Fricot impiegato municipale
- Robinet vuol fare il jockey
- Robinet ha il sonno duro
- Il biglietto di favore
- Il duello di Robinet
- Gigetta al reggimento
- Robinet costretto a fare il ladro
- Il prurito di Robinet
- Robinet ha perso il treno
- Robinet appassionato pel dirigibile
- Il parapioggia di Fricot
- Fricot diventa libertino
- Fricot impara un mestiere
- Fricot va in collegio
- Un fidanzato indegno
- Perché Fricot fu messo in collegio (it)

1911
- Robinet entre deux feux (Robinet tra due fuochi)
- Robinet innamorato di una chanteuse
- Una avventura di Robinet

1912
- Robinet et Bobillard se battent en duel (Robinet e Butalin duellanti)
- Robinet tenore
- Robinet sbaglia piano
- Robinet studia matematica
- Robinet commesso viaggiatore
- Robinet operatore
- Robinet in vacanza
- Robinet fait le tour de France (Robinet fa il giro d'Italia in bicicletta)
- Robinet si allena per il giro d'Italia
- Robinet faux cow-boy (Robinet falso cow-boy)
- Robinet troppo amato da sua moglie
- Robinet guida per amore
- Robinet Alpino
- Robinet scioperante
- Robinet anarchico
- Robinet padre e figlio

1913
- Robinet veut travailler (Robinet vuol lavorare)
- Fricot cantastorie
- Robinet ama la fioraia
- Robinet, Robinette
- Robinet guardia ciclista
- Robinet attaccato alla sella
- Robinet reporter
- Robinet cocher (Robinet cocchiere)
- Robinet vuol sposare una dote

1914
- Amor Pedestre
- Robinet fotografo
- Un qui pro quo di Scherlif Holhenfus
- L'amore diede forza a Robinet
- Duetto in quattro
- Il cavallo fedele
- La donna economa
- La trovata di Robinet
- L'energia di Fricot
- Robinet chauffeur miope
- Robinet ha il torcicollo
- Robinet ha il tipo americano
- Robinet è geloso
- Robinet perde e guadagna
- Robinet non vuol saperne
- Il bastone di Robinet
- Robinet cerca l'ideale
- Robinet ha del carattere
- Robinet ama disinteressatamente
- Robinet alla caccia alla volpe
- Come Robinet divenne comico

1915
- A Day at Midland Beach, co-réalisé avec Allen Curtis (crédité comme Manuel Fernández Pérez)
- Il paletot a martingala di Robinet
- Robinet angelo custode
- Jack Forbes contro Robinet
- Robinet detective amateur
- Robinet e il conto del pranzo
- La cambiale di Robinet
- Robinette vuol farla a Robinet
- Robinet torna a Robinette
- Quando Robinet ama
- Robinet muore per amore
- Concorrenza spietata
- Robinet pescatore

1916
- The Near-Sighted Auto-Pedist
- The Burlesque Show
- Somewhere in Mexico
- A Short Sighted Crime
- A Bath Tub Elopement
- Lend Me Your Wife
- A Lucky Tramp
- A Scrambled Honeymoon
- A Busy Night
- Some Hero
- Tweedledum Torpedoed by Cupid
- Bungles Lands a Job, coréalisé avec Oliver Hardy et Will Louis (crédité comme Fernandea Perez)
- Bungles' Elopement (crédité comme Fernandea Perez)
- Bungles Enforces the Law (crédité comme Fernandea Perez)
- Bungles' Rainy Day (crédité comme Fernandea Perez)

1918
- He Wins
- It's a Great Life

1919
- L'Affaire Buckley (Almost Married)
- A Mexican Mix-Up
- Business Without Pleasure
- Can You Beat It?
- Chickens in Turkey
- Framed Up
- Gee Whiz!
- In the Swim
- In the Wild West
- Peace and Riot
- She-Me
- The Tenderfoot
- The Wisest Fool
- You're Next

1921
- All Around
- All In
- Blowing Bubbles
- Chick-Chick
- Fireworks
- Milk Made
- Moving
- Pinched, coréalisé avec Fred Jefferson
- Shot
- Speed
- Sweet Daddy
- The Knockout
- The Nut
- The Week-End
- Vacation
- Wild
- Here He Is

##### Après 1921
- 1922 : Dog Gone It
- 1922 : Don't Monkey
- 1922 : Take a Tip
- 1922 : Fire-Fire
- 1923 : Friday, the 13th
- 1923 : Three O'Clock in the Morning
- 1925 : A Peaceful Riot
- 1925 : Hold Tight
- 1926 : The Vulgar Yachtsman
- 1926 : She's a Prince
- 1926 : The Hurricane
- 1926 : Alice Blues
- 1926 : Mummy Love
- 1928 : His In-Laws

#### Longs métrages
- 1913 : Les Aventures extraordinaires de Saturnin Farandoul (Le avventure straordinarissime di Saturnino Farandola)
- 1915 : Il yacht misterioso (it), co-réalisé avec Adelardo Fernández Arias
- 1915 : La colpa del morto (it)
- 1920 : The Way Women Love (en)
- 1921 : Luxury
- 1922 : Duty First
- 1922 : West vs. East
- 1922 : The Better Man Wins, co-réalisé avec Frank S. Mattison
- 1922 : Unconquered Woman
- 1923 : Making Good
- 1927 : Pioneers of the West

### Scénariste

#### Courts métrages
- 1918 : The Recruit, coécrit avec William A. Seiter
- 1918 : He Wins de lui-même
- 1918 : Camouflage de William A. Seiter
- 1918 : It's a Great Life de lui-même
- 1918 : The Wrong Flat
- 1918 : His Golden Romance, coécrit avec Cortland Van Deusen
- 1919 : L'Affaire Buckley (Almost Married) de lui-même
- 1919 : Business Without Pleasure de lui-même
- 1919 : Can You Beat It? de lui-même
- 1919 : Chickens in Turkey de lui-même
- 1919 : Framed Up de lui-même
- 1919 : Gee Whiz! de lui-même
- 1919 : In the Swim de lui-même
- 1919 : In the Wild West de lui-même
- 1919 : Peace and Riot de lui-même, coécrit avec Aubrey M. Kennedy
- 1919 : She-Me de lui-même
- 1919 : The Tenderfoot de lui-même
- 1919 : The Wisest Fool de lui-même
- 1919 : You're Next de lui-même

#### Longs métrages
- 1920 : The Way Women Love de lui-même
- 1922 : The Better Man Wins de lui-même et Frank S. Mattison
- 1927 : Pioneers of the West de lui-même
- 1927 : Out All Night de William A. Seiter